# Nomada fragariae
Nomada fragariae är en biart som beskrevs av Mitchell 1962. Den ingår i släktet gökbin och familjen långtungebin. Inga underarter finns listade i Catalogue of Life.

## Beskrivning
Biet är getingliknande, med ränder i svart och gult på mellankropp och bakkropp. Huvudet hos honan är övervägande gult, med rödbruna och ibland även svarta markeringar.Även hos hanen är huvudet övervägande gult, men övre delen är svart. Även hos hanen är huvudet övervägande gult, men övre delen är svart. På mellankroppen har honan även en del röda markeringar. På bakkroppen har honan gula tvärband på tergiterna 1 till 5, medan hanen har dem på tergit 1 till 6. Längs tergiternas bakkanter finns hos honan rödbruna band; hanen har band både längs tergiternas bakkranter och framkanter; på de bakre tergiterna övergår den rödbruna färgen dessutom till svartbrunt. Honan är 9,5 till 10,5 mm lång, hanen 9 till 10 mm.

## Ekologi
Som alla gökbin bygger arten inga egna bon, utan larven lever som boparasit hos andra solitära bin, där den äter av det insamlade matförrådet efter det att värdägget ätits upp eller värdlarven dödats. Biet flyger främst till korgblommiga växter, som binkasläktet och korsörtssläktet.

## Utbredning
Utbredningsområdet omfattar östra USA:s kuststater från Maryland till Georgia.